# WSU Tehetséggondozó Főiskola
A Washingtoni Állami Egyetem Tehetséggondozó Főiskolája az intézmény pullmani campusán működő oktatási egység, amely az egyetem többi főiskolájával együttműködve a jó tanulmányi eredményű hallgatók továbbképzésével foglalkozik.